# NGC 6281
NGC 6281 је расејано звездано јато у сазвежђу Шкорпија које се налази на NGC листи објеката дубоког неба.
Деклинација објекта је - 37° 53' 16" а ректасцензија 17h 4m 47,2s. Привидна величина (магнитуда) објекта NGC 6281 износи 5,4. NGC 6281 је још познат и под ознакама OCL 1003, ESO 332-SC19.